# Iver Jåks
Iver Iversen Jåks, eller Ánddir Ivvár Ivvár, född 25 oktober 1932 i Karasjok i Finnmarks fylke i Norge, död 17 mars 2007 i Karasjok, var en norsk-samisk tecknare, målare, konsthantverkare och skulptör.
Iver Jåks växte upp i en renskötarfamilj. När han var åtta år gammal fick han en fot illa skadad i en olycka under rendrivning och behandlades vid sjukhuset i Vadsø, varefter han kom till Norges Samemisjons hem för vanföra Bjerkely i Tromsø. Under vistelsen där upptäcktes hans bildkonsttalang och han fick 1950 elevplats på Samisk folkehøgskole i Karasjok. Efter två årskurser där fick blev han antagen på Statens håndverks- og kunstindustriskole i Oslo och studerade där 1952-1955. Därefter utbildade han sig på Statens lærerskole i forming på Notodden 1955-1956. 
År 1956 anställdes han som lärare i teckning och duodji på Den Samiske Folkehøgskole, gick senare på Vrå Højskole i Vrå på Jylland i Danmark och också på Det Kongelige Danske Kunstakademi i Köpenhamn 1958-1959. 
Iver Jåks har utformat kyrktextilier, stora offentliga verk och bokillustrationer. Han arbetade i trä, horn, skinn och med akvareller, grafik samt kol- och tuschteckningar. Från 1993 var han på Universitetet i Tromsø som "dieddadáiddar", en ställning som innebar att han bidrog i seminarier och med föreläsninger i samiska frågor. 
Iver Jåks bodde i Karasjok större delen av sitt liv. Han var sedan 1959 gift med Karen Johanne Nielsen från Holbæk. Han fick Norsk kulturråds ærespris 1992.
For att hylla och minnas Iver Jåks arrangerade Nordnorsk kunstnersenter, RiddoDuottarMuseat - De Samiske Samlinger, Samisk kunstnersenter och Saviomuseet en hyllningsutställning som skulle gå på turné. Utställningen invigdes i Tromsøs konstförenings lokaler i augusti 2008.

## Offentliga verk i urval
- Runebomme-hammaren, skulptur i furu, utanför Samisk videregående skole i Karasjok
- Relief i betong på fondväggen i De Samiske Samlinger i Karasjok